# Джузепе Мерло
Джузепе Мерло (на италиански: Giuseppe Merlo) е италиански тенисист.

## Биография
Джузепе Мерло е роден на 11 септември 1933 г. в Мерано, Италия.
Джузепе Мерло почива на 17 юли 2019 г. на 91 години.

## Кариера
Джузепе Мерло достига до полуфинал на френския шампионат през 1955 г., като губи от Свен Давидсон и 1956 г., като губи от Лю Хоуд. На финала в Рим през 1955 г. Мерло повежда с 2 на 1 сета и има 2 мачбола срещу Фаусто Гардини, но минути по-късно трябва да се оттегли поради крампи. Мерло отново губи във финала на Откритото първенство на Италия през 1957 г. от Никола Пиетранджели.
Печели турнира Реджо Калабрия Интернационале четири пъти, през 1959, 1960, 1963, 1967 г.
Той се оттегля от състезателния тенис през 1969 г., когато е на 41 години.